# Pfarrkirche Lamm

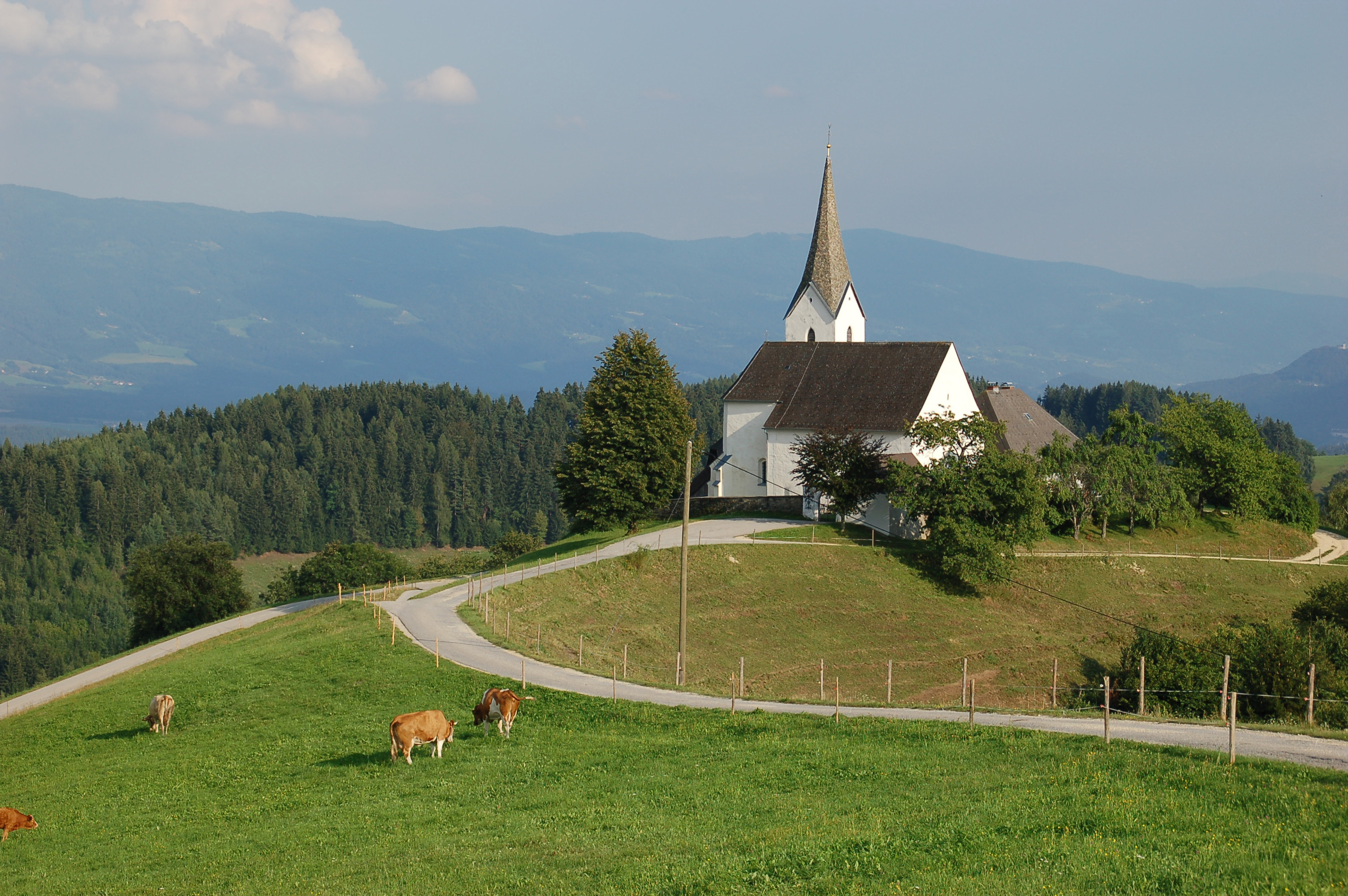
Katholische Pfarrkirche hl. Georg in Lamm

Die Pfarrkirche hl. Georg ist eine römisch-katholische Kirche in der Streusiedlung und Katastralgemeinde Lamm in der Stadtgemeinde Sankt Andrä in Kärnten. Kirchenpatron ist der Hl. Georg.
Die römisch-katholische Pfarrkirche Lamm steht abseits der Ortschaft Lamm in der Stadtgemeinde Sankt Andrä im Bezirk Wolfsberg in Kärnten. Die dem Patrozinium des hl. Georg unterstellte Kirche gehört zum Dekanat St. Andrä in der Diözese Gurk-Klagenfurt. Die Kirche und der Friedhof stehen unter Denkmalschutz (Listeneintrag).

## Geschichte
1619 wird die Kirche zum ersten Mal in einer Urkunde erwähnt.

## Architektur
Die außerhalb der Siedlung auf einem Hügel gelegene Kirche, ursprünglich eine Wehrkirche, ist von einer teilweise noch erhaltenen Wehr- und Friedhofsmauer mit Schießscharten umgeben. Das Friedhofsportal ist spitzbogig. Der an die Wehrmauer anschließende eingeschoßige Pfarrhof mit Wirtschaftsgebäude aus dem 17. Jahrhundert steht ebenfalls unter Denkmalschutz (Listeneintrag).
Das Kirchenäußere zeigt eine im Kern romanische einschiffige Saalkirche und einen gotischen Chor mit Strebepfeilern und einen gotischen Turm mit einem Spitzhelm. Die Dächer sind mit Steinplattln gedeckt. 
Das Kircheninnere zeigt ein Langhaus unter einer Flachdecke und an der Südseite drei Rundbogenfenster. Die kreuzgratgewölbte Empore ruht auf massiven Pfeilern und ist mit einer Holzbrüstung ausgestattet. Der Triumphbogen überspannt den Chor in voller Breite. Der einjochige gotische Chor hat einen Fünfachtelschluss und ist mit einem Kreuzgratgewölbe aus dem 16. Jahrhundert überspannt. Im Chor öffnet sich ein Fenster mit Vierpassmaßwerk. Der gotische Turm im Süden hat spitzbogige Schallöffnungen. Die Sakristei befindet sich im Erdgeschoß des Turms. Das Westportal mit einem gedrückten Bogen ist eine Ergänzung aus dem 19. Jahrhundert. Die beiden Steinköpfe in der südlichen Langhauswand sind vermutlich Spolien aus dem frühen Mittelalter.

## Einrichtung
Der Hochaltar aus den Jahren um 1670 bis 1680 ist ein Ädikulaaltar mit einer Skulptur des heiligen Georg zu Pferd, flankiert von Figuren der Heiligen Martin von Tours und Wolfgang von Regensburg. Im Aufsatz ist zentral die Figur Marias mit dem Jesusknaben, flankiert von den Heiligen Bartholomäus und Laurentius von Rom. Bekrönt wird der Altar mit einer Figur des Erzengels Michael mit der Seelenwaage. Der linke Seitenaltar mit einer Figur des heiligen Nikolaus von Myra ist ein Retabel mit gedrehten Säulen und Weinlaub aus dem Ende des 17. Jahrhunderts. Der rechte Seitenaltar um 1740 mit einer Darstellung Maria Magdalenas, ein Wandretabel mit Volutenschmiegen, zeigt im Auszug die Erscheinung der Trinität vor dem heiligen Donatus von Arezzo.
Die spätgotischen Figuren der Heiligen Martin und Georg, beide aus dem 4. Viertel des 15. Jahrhunderts, sind im Diözesanmuseum Klagenfurt. Es gibt eine barocke Figur des auferstandenen Christus aus der ersten Hälfte des 18. Jahrhunderts, ein Kruzifix aus der ersten Hälfte des 17. Jahrhunderts im Chor und ein Kruzifix mit Putten umgeben aus der ersten Hälfte des 18. Jahrhunderts an der Langhausnordwand.
Die Glocken tragen die Jahreszahlen 1731 und 1843.